# Dendropanax crassifolius
Dendropanax crassifolius là một loài thực vật có hoa trong Họ Cuồng cuồng. Loài này được Y.F.Deng & H.Peng mô tả khoa học đầu tiên năm 2002.